# Bánh thiên thần
Bánh thiên thần là một loại bánh bông lan được làm từ lòng trắng trứng, bột mì và đường. Một số loại kem đánh bông, chẳng hạn như kem tartar cũng thường được thêm vào món ăn. Nó khác với các loại bánh ngọt khác ở chỗ không sử dụng bơ. Kết cấu tạo bọt của bánh đến từ lòng trắng trứng được đánh bông. Bánh thiên thần có nguồn gốc từ Hoa Kỳ và bắt đầu trở nên phổ biến vào cuối thế kỷ 19, đạt đến đỉnh cao "danh vọng" vào đầu những năm 2000.

## Miêu tả
Lòng trắng trứng làm bánh thiên thần bắt buộc phải đánh bông cho đến khi đặc quánh lại. Kem tartar được thêm vào hỗn hợp để làm ổn định lòng trắng trứng. Các nguyên liệu còn lại được cho vào hỗn hợp lòng trắng trứng một cách nhẹ nhàng.
Để quy trình làm nở bột diễn ra suôn sẻ, sẽ rất hữu ích khi có bột mì được làm từ lúa mì mềm. Bột mì thường được sử dụng vì kết cấu nhẹ của nó. Lúa mì mềm và không có chất béo làm cho bánh thiên thần có kết cấu và hương vị rất nhẹ.
Nên cắt bánh thiên thần bằng dao có răng cưa, vì lưỡi dao thẳng thường làm nén bánh hơn là cắt nó thành từng miếng. Thay vào đó, nên sử dụng nĩa, dao răng cưa điện hoặc máy cắt mài đặc biệt.
Bánh thiên thần thường được nướng trong chảo dạng ống, một chiếc chảo cao, tròn, có ống hướng lên ở chính giữa nhằm để lại một cái lỗ ở giữa bánh. Cũng có thể sử dụng chảo bundt, nhưng các rãnh chảo có thể khiến việc lấy bánh ra trở nên khó khăn hơn. Phần ống ở giữa làm cho bột bánh nổi lên cao hơn bằng cách 'bám' vào tất cả các mặt của chảo. Không giống như các loại chảo dùng để chế biến các loại bánh khác, chảo nướng bánh thiên thần không được dính dầu mỡ. Điều này tạo điều kiện cho bánh trồi lên, giúp bánh nở ra. Sau khi nướng, úp chảo bánh xuống trong lúc làm nguội để tránh bánh tự xẹp. Bánh thiên thần đôi khi được phủ topping bằng kem phủ, nhưng thường có một số loại nước sốt, chẳng hạn như nước sốt trái cây ngọt, rưới lên trên nó. Một loại glaze đơn giản cũng được ưa chuộng. Gần đây, nhiều đầu bếp (đặc biệt là Alton Brown) đã phổ biến ý tưởng thêm các loại gia vị thơm như vỏ nhục đậu khấu và đinh hương vào bánh.

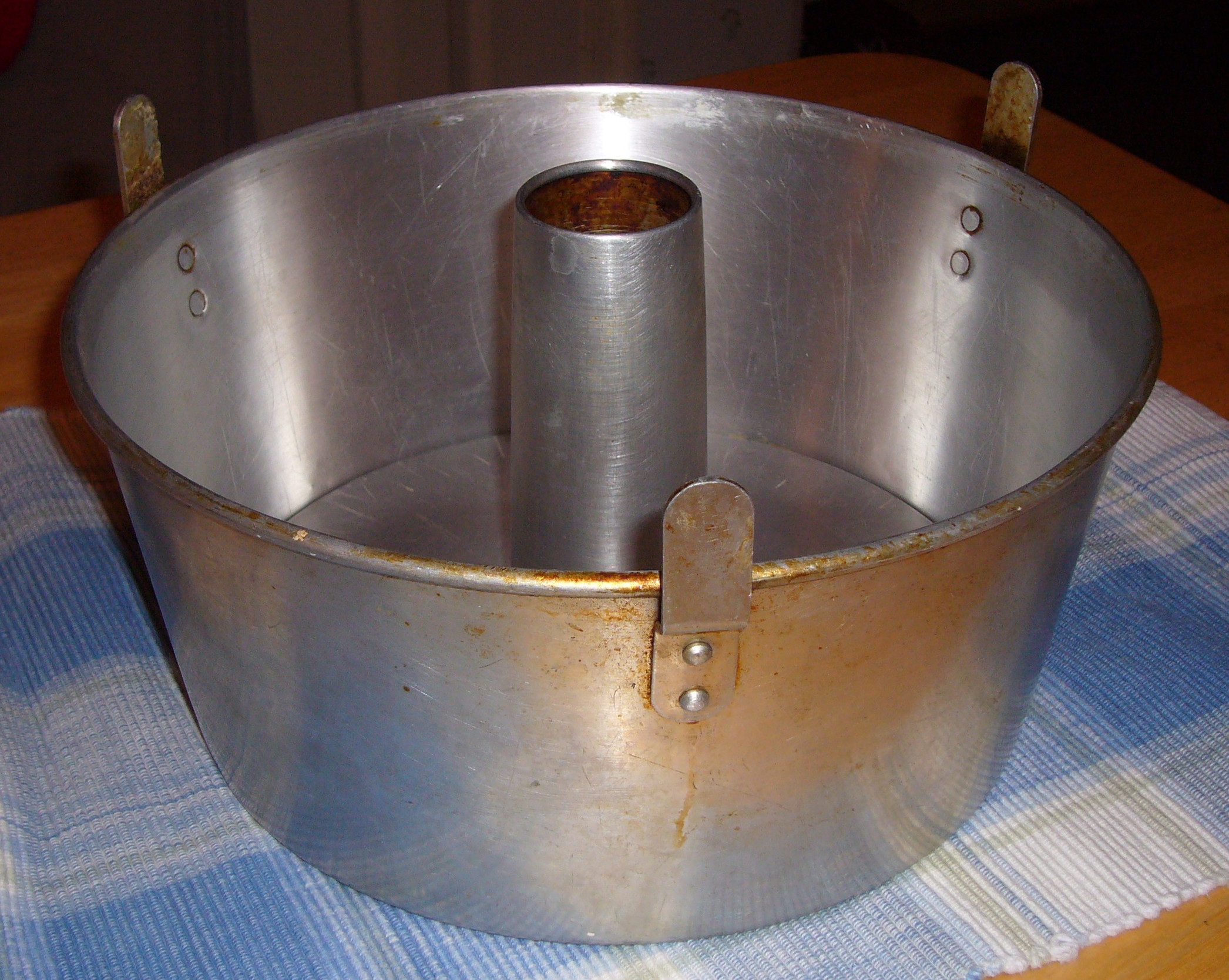
Chảo dạng ống dùng để nướng bánh thiên thần
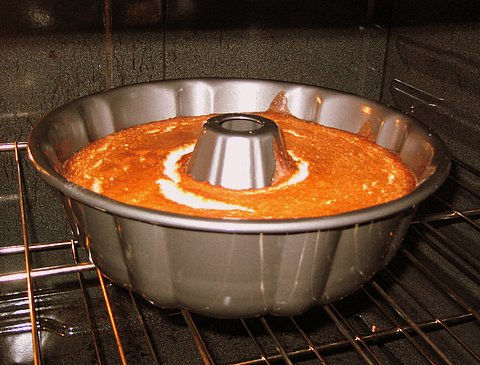
Bánh thiên thần trong chảo bundt
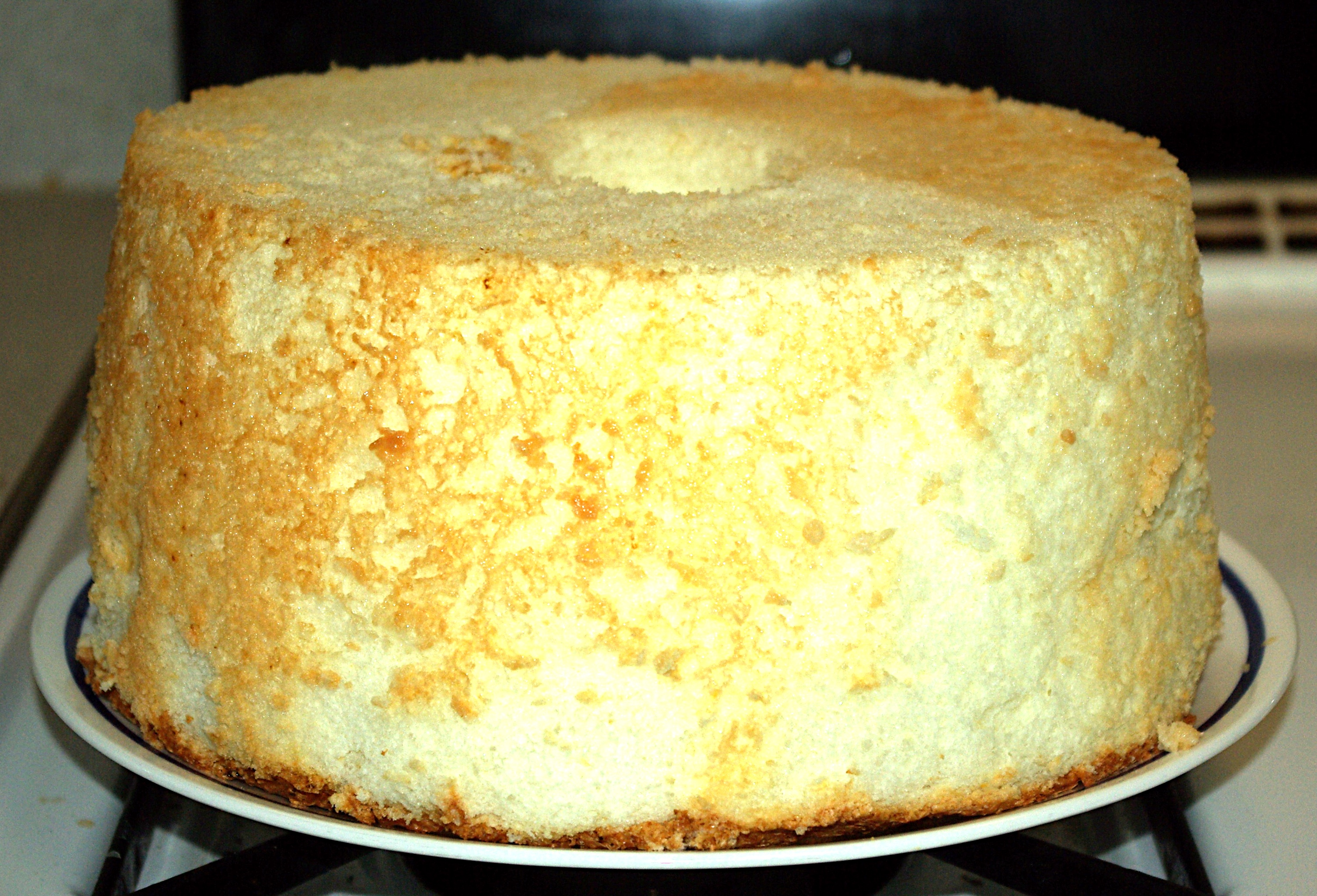
Bánh thiên thần

## Lịch sử
Bánh thiên thần là một loại bánh bông lan màu trắng được làm từ lòng trắng trứng được đánh bông đến khi quánh lại (lòng đỏ sẽ làm cho nó có màu vàng và cản trở sự đặc quánh của lòng trắng) và không có bơ. Công thức chế biến bánh bông lăn trắng đầu tiên trong sách dạy nấu ăn là trong cuốn sách The Kentucky Housewife of 1839 của Lettice Bryan năm 1839.
Home Messenger Book of Tested Recipes, ấn bản 2d., 1878, của Isabella Stewart có chứa công thức đầu tiên cho món Bánh thiên thần. Công thức chi tiết của Stewart bao gồm 11 lòng trắng trứng, đường, bột mì, chiết xuất vani và kem tartar.